# Самарская музыкальная фабрика
Самарская музыкальная фабрика — промышленное предприятие, созданное в 1956 году в г. Куйбышев (СССР). Адрес: 443004, г. Самара, ул. Грозненская, 57
Изначально фабрика занималась выпуском таких музыкальных инструментов как пианино и домра. В 1969 году появились первые 6 и 7 струнные гитары. Это было ответом фабрики на зарождение Всероссийского фестиваля авторской песни имени Валерия Грушина, проводимого на берегу Волги. Самарская музыкальная фабрика отвечает стандартам, проверенным временем; обладает опытом и знаниями, накопленными не одним поколением российских мастеров.

## История
Фабрика образована в 1956 году, как Куйбышевский райпромкомбинат городского управления местной промышленности. Первыми инструментами, производимыми на фабрике, стали пианино и домра. В 1969 году появились первые 6 струнные гитары. 1991 год запомнился ориентацией выпуска продукции с акцентом на традиции, но с поправкой на современные веяния и выпуском шестиструнных гитар с корпусом WESTERN.
Самарская музыкальная фабрика не раз была лауреатом конкурсов и форумов различного уровня и получила множество дипломов («Диплом победителя четвертого всероссийский конкурса »1000 лучших предприятий и организаций России — 2003", участник международной специализированной выставки «Музыка Москва-2006» и «Музыка Москва-2007» и т. д.)

## О производстве
С самого основания фабрики был взят курс на создание и развитие производственного процесса, отличающегося своей уникальностью. На фабрику, как и на всех российских производителей акустических гитар, работали НИКТИМП (научно-исследовательский институт музыкальной промышленности) и МЛТИ (Московский лесотехнического институт (сейчас МГУЛ — Московский государственный университет леса)) выпускники которых разъезжались по всей стране. Вдобавок к этому, фабрика перенимала опыт Ленинградской фабрики народных музыкальных инструментов им. А. А. Луначарского и Московской Экспериментальной Фабрики Музыкальных Инструментов, что позволило завоевать устойчивое положение на рынке уже в 60-е годы. Благодаря амбициозности и трудолюбию собственного конструкторского отдела, специалисты Самарской музыкальной фабрики разработали собственное производственное оборудование: пресса, формовки, ваймы и т. п., не имевшие массового распространения среди производителей гитар. Гитары Самарской музыкальной фабрики, произведенные с применением этого оборудования, заключают в себе лучшие традиции отечественного музыкального производства и по сей день. Вплоть до 2011 года на фабрике трудилась одна из лучших выпускниц Санкт-Петербургского государственного университета культуры и искусств, факультета изготовления щипковых музыкальных инструментов — Стрижакова Зинаида Алексеевна, применяющая свои знания и умения с целью повышения качества выпускаемых музыкальных инструментов. Отдав все свои знания и навыки музыкальной фабрики она со спокойной совестью ушла на заслуженный трудовым стажем отдых.

## Современная ситуация
Самарская музыкальная фабрика — одна из немногих отечественных музыкальных фабрик, которой удается сохранить статус эффективного и современного российского производителя музыкальных инструментов. Фабрика не только продолжает существовать, но и растет и развивается, принимает новых сотрудников, расширяя штат (фабрика является участником Дня карьеры, ежегодно проводимым международной студенческой организацией AIESEC). Подтверждением активной жизни фабрики и уверенного положения на рынке является её участие в фестивале имени Валерия Грушина 2012 года на Мастрюковских озерах.